# ハモンドの仮説
ハモンドの仮説（ハモンドのかせつ、英: Hammond postulate）とは、化学反応の遷移状態の構造や性質を推定する上で用いられる仮説である。この仮説は基質による反応性の差異や速度論的な効果で決定される位置選択性、立体選択性を説明する基礎となるものである。
1955年にジョージ・ハモンドにより提唱された。1952年にすでにジョン・レフラーが類似した考えを提唱していたため、レフラー・ハモンドの仮説 (Leffler-Hammond postulate) と呼ばれることもある。
ハモンドの仮説の内容は「ある素反応において原系が遷移状態を経て生成系へと変化していく際にとりうる各状態で、自由エネルギー的に近い状態は構造的にも類似している」というものである。
発エルゴン反応においては原系の自由エネルギーは生成系の自由エネルギーよりも高い。そして遷移状態はこれらよりもさらに高い自由エネルギーを持つので、自由エネルギー的には原系により近い。ハモンドの仮説に従えば、遷移状態は生成系よりも原系に近い構造をしており、性質も原系に近いと考えられる。このような遷移状態は、素反応の過程の中で原系に近い、すなわち時間的に早い位置に遷移状態があるので早い遷移状態 (early transition state) と呼ばれる。
逆に吸エルゴン反応においては遷移状態は生成系に近い構造と性質を持つ。このような遷移状態は遅い遷移状態 (late transition state) と呼ばれる。
ハモンドの仮説に従うと、発エルゴン反応においては原系の自由エネルギーを低下させる（原系を安定化させる）ような電子的効果や立体的効果は、原系と構造・性質の類似した遷移状態の自由エネルギーも低下させる（反応速度が増加する）と考えられる。同様に、吸エルゴン反応においては生成系の自由エネルギーを低下させるような電子的効果や立体的効果により、遷移状態の自由エネルギーが低下する。
これらのことから、一般に同種の反応では反応自由エネルギーが大きいほど、活性化自由エネルギーも大きくなるという直線的自由エネルギー関係が導かれる。